# Чико (кот)
Чико (1995—2012) — кот, получивший известность в октябре 2007, после издания написанной Жанной Перего 44-страничной детской книги на итальянском языке «Joseph e Chico» («Йозеф и Чико»). В этой книге от лица кота Чико детально описывается жизнь его хозяина — Йозефа Ратцингера, начиная с рождения и до избрания его папой римским Бенедиктом XVI.
Прообразом кота-рассказчика послужила рыжая кошка Чико, принадлежащая супружеской паре из немецкого посёлка Пентлинг, по соседству с которой Йозеф Ратцингер долгое время жил до своего переезда в Рим в 1981 году.